# Parco nazionale di Waza
Il parco nazionale di Waza è un parco nazionale del Camerun, dal 1979 riserva della biosfera, che si trova nel nord del paese, non distante dal lago Ciad. Ricco di numerosi esemplari di fauna locale, è una importante attrazione turistica del paese.